# Patricia Puntous
Pour les articles homonymes, voir Puntous (homonymie).
Patricia Puntous, née en 1963 à Montréal, est une triathlète canadienne, sœur jumelle de  Sylviane, elle-même qualifiée de « première vraie star féminine du triathlon ». Elle finit deux fois deuxième derrière sa sœur victorieuse du triathlon Ironman d'Hawaï en 1983 et 1984, passant en première position la ligne d'arrivée en 1986, mais étant déclassée pour drafting, confondu avec sa sœur jumelle. L'évènement marque l'histoire de la compétition.

## Biographie

### Débuts en athlétisme
Les deux sœurs commencent comme nageuses et participent aux championnats canadiens de natation alors adolescentes. Puis, à 15 ans, elles commencent à pratiquer l'athlétisme à l'école et réalisent qu'elles sont  meilleures coureuses que nageuses. À 19 ans, elles participent à leur premier marathon, qu'elles terminent en 2 heures 48 minutes et 49 secondes. Bonnes nageuses et coureuses, elles se lancent dans le triathlon l'année d'après.

### Carrière professionnelle
L'édition 1986 de l'Ironman est décrit comme « dramatique » par revues spécialisées, pour les sœurs Puntous. Sylviane termine officiellement seconde derrière Paula Newby-Fraser, alors que Patricia, qui initialement franchit la ligne d'arrivée en tête, est disqualifiée pour cause de drafting. Cependant, la ressemblance entre les jumelles est telle qu'il s'avère que Sylviane était bien la responsable. Elles offrent un spectacle touchant devant les caméras de télévision en pleurant dans les bras l'une de l'autre à l'arrivée. 
Sur les 86 triathlons qu'elles disputent, elles terminent première et seconde à 68 reprises.
En 1989, au premier championnat du monde de triathlon courte distance, elle termine à la cinquième place.
Patricia et sa sœur sont à la fois meilleures amies, partenaires d'entraînement et colocataires, elles ont toujours considéré la course comme un sport d’équipe où elles assurent qu'elles aiment se motiver mutuellement. Les  jumelles se soutiennent pour remporter à chaque fois les deux premières places. Elles sont les premières vedettes du triathlon au Canada.

### Vie privée
Durant sa pause entre 1992 et 1999, Patricia est engagée avec sa sœur comme serveuse dans un restaurant de Montréal
Sylviane et Patricia semblent toujours être ensemble. Lorsqu'elles commencent à travailler comme infirmières, la direction de l'hôpital essaye de les placer dans des équipes chirurgicales différentes, mais leurs confrères médecins leur ont dit qu'elles étaient bien meilleures ensemble. Aujourd'hui, lorsqu'elles sont au bloc opératoire, Sylviane et Patricia partage toujours une grande complémentarité.  

## Palmarès
Le tableau présente les résultats les plus significatifs (podium) obtenus sur le circuit international de triathlon et de duathlon depuis 1983.
| Année                                | Compétition                                  | Pays          | Position           | Temps            |
| ------------------------------------ | -------------------------------------------- | ------------- | ------------------ | ---------------- |
| 1999                                 | Championnats du Canada de duathlon           | Canada        | Médaille d'argent  | Timing           |
| 1989                                 | Triathlon international de Nice              | France        | Médaille de bronze | 7 h 1 min 8 s    |
| 1985                                 | Tooheys Great Lakes International Triathlon  | Australie     | Médaille d'argent  | 10 h 34 min 36 s |
| 1984                                 | Ironman - Championnat du monde à Kailua-Kona | États-Unis    | Médaille d'argent  | 10 h 27 min 28 s |
| 1983                                 | Ironman - Championnat du monde à Kailua-Kona | États-Unis    | Médaille d'argent  | 10 h 49 min 17 s |
| Championnat des États-Unis (invitée) | États-Unis                                   | Médaille d'or | 2 h 48 min 18 s    |                  |